# Saint-Apollinaire, Hautes-Alpes

Saint-Apollinaire este o comună în departamentul Hautes-Alpes, Franța. În 1 ianuarie 2022 avea o populație de 204 de locuitori.